# Numa Turcatti
Numa Turcatti Pesquera, né à Montevideo le 30 octobre 1947 et mort le 11 décembre 1972 dans la Cordillère des Andes, est un étudiant de l'Université de la République et un sportif uruguayen. 
Il est la dernière victime de la catastrophe aérienne du Vol Fuerza Aérea Uruguaya 571 en 1972.

## Biographie
Numa Turcatti naît à Montevideo le 30 octobre 1947, au sein d'une fratrie de quatre : Leonardo, Daniel, Gastón et Isabel. Il poursuit ses études au sein du Colegio Seminario, situé dans le quartier de Cordón, à Montevideo, puis à l'Université de la République, inscrit dans un cursus le destinant à être avocat.
Le 13 octobre 1972, Numa Turcatti prend place sur le Vol 571, de la Force aérienne uruguayenne, à destination de Santiago, au Chili, à l'invitation de ses amis Alfredo Daniel "Pancho" Delgado et Gastón Costemalle. 
Après le crash de l'appareil, un Fairchild FH-227, dans le département argentin de Malargüe, il participe activement aux expéditions et à l'aide aux blessés, mais en raison d'une infection à la jambe contractée à la suite de la catastrophe, il doit ensuite demeurer immobile.
Il meurt le 11 décembre 1972, alors qu'il ne pèse plus que 25 kg, à la suite d'un choc septique durant son sommeil, devenant la dernière victime de la tragédie.

## Postérité
- Joueur dans l'équipe uruguayenne Loyola[6], son club se nomme en sa mémoire "Numa Turcatti"[7] à partir de la saison de 1973[8].

- Son histoire est popularisée par le livre La Sociedad de la nieve de l'écrivain uruguayen Pablo Vierci (2022), ainsi que son adaptation par le film Le Cercle des neiges du réalisateur espagnol Juan Antonio Bayona (2023)[9], dans lequel le personnage de Numa Turcatti est joué par le jeune acteur uruguayen Enzo Vogrincic[10].